# ألفونسو توماس
ألفونسو توماس (9 فبراير 1977 في جنوب أفريقيا - ) (بالإنجليزية: Alfonso Thomas)‏ هو لاعب كريكت جنوب أفريقي. شارك مع منتخب جنوب أفريقيا الوطني للكريكت. أما مع النوادي، فقد لعب مع نادي وارويكشاير للكريكيت ‏ ونادي مقاطعة سومرست للكريكت ‏ ونادي مقاطعة ساسكس للكركيت ‏ وAdelaide Strikers ‏ وDolphins (South African cricket team) ‏ وNorth West (cricket team) ‏ ونادي الشماليين للكريكت ‏ وPerth Scorchers ‏ ونادي مقاطعة ستافوردشاير للكريكت ‏ وTitans (cricket team) ‏.

## وصلات خارجية
- ألفونسو توماس على موقع إي آس بي آن كريك إنفو (الإنجليزية)